# Crawford (Colorado)
Pour les articles homonymes, voir Crawford.
Crawford est une ville américaine du comté de Delta, dans le Colorado.
Selon le recensement de 2010, sa population s'élève à 431 habitants. La municipalité s'étend sur 0,24 milles carrés (0,62 km2).
La ville est nommée en l'honneur de George A. Crawford (en).

## Personnalités liées à la ville
- Joe Cocker, chanteur de rock britannique, résident de la ville, y est mort le 22 décembre 2014.

## Démographie
| 1920 | 1930 | 1940 | 1950 | 1960 | 1970 |
| ---- | ---- | ---- | ---- | ---- | ---- |
| 149  | 157  | 221  | 170  | 147  | 171  |

| 1980 | 1990 | 2000 | 2010 | - | - |
| ---- | ---- | ---- | ---- | - | - |
| 268  | 221  | 366  | 431  | - | - |